# ウィリアム・アイヴィ・ロング
ウィリアム・アイヴィ・ロング (William Ivey Long (1947年8月30日-) は、アメリカ合衆国の舞台や映画の衣裳デザイナー。ブロードウェイの『プロデューサーズ』、『ヘアスプレー』、『ナイン』、『クレイジー・フォー・ユー』、『グレイ・ガーデンズ』、『ヤング・フランケンシュタイン』、『シンデレラ』、『ブロードウェイと銃弾』、『On the Twentieth Century 』などで知られる。

## 経歴

### 生い立ちおよび学歴
1947年8月30日、ノースカロライナ州ローリーにてウィンスロプ大学教授で演出家である父ウィリアム・アイヴィ・ロング・シニアと高校演劇教師、女優、脚本家である母メアリーのもとに生まれた。父親はウィンスロプ大学の演劇学科の創立者であった。その後ノースカロライナ州マンテオ、サウスカロライナ州ロックヒルに転居した。
高校卒業後、ウィリアム・アンド・メアリー大学に進学して歴史を学び、夏休み中は高校時代の友人たちと共に、両親らが働くポール・グリーンの屋外演劇『ロスト・コロニー』を上演するマンテオで過ごし、1969年に卒業した。その後歴史学博士号取得のためノースカロライナ大学チャペルヒル校(UNC)に進学した。ここで客員教授ベティ・スミスと出会い、イェール大学でデザインを学ぶことを提案された。UNCを退学し、イェール大学演劇学校でデザインを学ぶことになった。ここでルームメイトのシガニー・ウィーバーの他、ウェンディ・ワッサースタイン、メリル・ストリープ、クリストファー・デュラング、ポール・ラドニックと出会った。イェール在学中、デザイナーのミン・チョー・リーのもとで学び、多大な影響を受けた。

### 経歴
1975年、イェール卒業後ニューヨークに転居して、ファッション・デザイナーのチャールズ・ジェイムスのもとで1978年にジェイムスが亡くなるまで無報酬の見習いとして働いた。イェール時代からの友人のカレン・シュルツはニコライ・ゴーゴリの『検察官』のブロードウェイ再演の装置デザイナーであり、ロングにこの公演で衣装デザイナーをやってみないか提案した。これがロングの初ブロードウェイ作品となり、以降60以上の公演でデザインをしている。
トニー賞において14回ノミネートされ、『ナイン』、『クレイジー・フォー・ユー』、『プロデューサーズ』、『ヘアスプレー』、『グレイ・ガーデンズ』、『シンデレラ』の計6回受賞した。ドラマ・デスク・アワードにて『ヘアスプレー』、『プロデューサーズ』、『ガイズ&ドールズ』、『Lend Me a Tenor 』、『ナイン』で衣裳デザイン賞を受賞した。他に『ヤング・フランケンシュタイン』、『The Ritz 』、『シカゴ』、『Curtains 』もノミネートされた。

2000年、ナショナル・シアター・カンファレンスによりパーソン・オブ・ザ・イヤーに、2003年、シカゴ美術館よりレジェンド・オブ・ファッションに選ばれた。2005年、アメリカ演劇殿堂に殿堂入りした。
ロングが幼い頃から家族と共に関わってきたノースカロライナ州マンテオで行われるポール・グリーンの屋外演劇『ロスト・コロニー』を含み、地元ノースカロライナ州で多く活動している。ノースカロライナ州ウィルミントンのキャメロン芸術博物館で『Between Taste and Travesty: Costume Designs by William Ivey Long 』として特集が組まれた。
『アンコール』誌の芸術コラムニストのローレン・ホッジスは「ロングの作品は着た人をセレブリティにさせる」「作品はとても活気があり、それ自体に個性があるように見える。衣裳の動きは素材から計算されている。舞台の登場人物に合わせて細かい部分までこだわり、衣裳自身が物語を語り、これぞブロードウェイという光景を観客に見せる」と記した。
ロングはラスベガスのミラージュで行われたジークフリード&ロイの公演、レナード・バーンスタインのオペラ『静かな場所』と『タヒチ島の騒動』、ニューヨーク・シティ・バレエ団のピーター・マーティンズ、ポール・テイラー、タイラ・タープの衣裳も手掛けた。
2012年6月、アメリカン・シアター・ウイングの会長に選ばれた。現役で活動している者が選ばれたのはヘレン・ヘイズ以来のことである。

## 作品

### ブロードウェイ
| - 検察官 The Inspector General - 1978 - The 1940's Radio Hour - 1979 - Passione - 1980 - Mass Appeal - 1981 - Nine - 1982 - The Tap Dance Kid - 1983 - Play Memory - 1984 - End of the World - 1984 - Smile - 1986 - Sleight of Hand - 1987 - Mail - 1988 - Eastern Seaboard - 1989 - Lend Me a Tenor - 1989 - Welcome to the Club - 1989 - Six Degrees of Separation - 1990 - The Homecoming - 1991 - クレイジー・フォー・ユー Crazy for You - 1992 - Private Lives - 1992 - ガイズ&ドールズ Guys and Dolls - 1992 - Laughter on the 23rd Floor - 1993 - Picnic - 1994 - Smokey Joe's Cafe - 1995 - Company - 1995 - Big - 1996 - シカゴ Chicago - 1996 | - Steel Pier - 1997 - King David - 1997 - 1776 - 1997 - キャバレー Cabaret - 1998 - アニーよ銃をとれ Annie Get Your Gun - 1999 - The Civil War - 1999 - Epic Proportions - 1999 - Swing! - 1999 - コンタクト Contact - 2000 - The Music Man - 2000 - The Man Who Came to Dinner - 2000 - Seussical - 2000 - プロデューサーズ The Producers - 2001 - Thou Shalt Not - 2001 - 45 Seconds from Broadway - 2001 - ヘアスプレー Hairspray - 2002 - リトル・ショップ・オブ・ホラーズ Little Shop of Horrors - 2003 - The Boy From Oz - 2003 - Never Gonna Dance - 2003 - Twentieth century - 2004 - The Frogs - 2004 - ラ・カージュ・オ・フォール La Cage aux Folles - 2004 - 欲望という名の電車 A Streetcar Named Desire - 2005 - Sweet Charity - 2005 - The Caine Mutiny Court-Martial - 2006 | - グレイ・ガーデンズ Grey Gardens - 2006 - Curtains - 2007 - The Ritz - 2007 - ヤング・フランケンシュタイン Young Frankenstein - 2007 - Pal Joey - 2008 - 9 to 5 - 2009 - Looped (play) - 2010 - キャッチ・ミー・イフ・ユー・キャン Catch Me If You Can - 2011 - Hugh Jackman: Back on Broadway - 2011 - Don't Dress for Dinner - 2012 - Leap of Faith - 2012 - Drood - 2012 - シンデレラ Cinderella - 2013 - Big Fish - 2013 - ブロードウェイと銃弾 Bullets Over Broadway - 2014 - キャバレー Cabaret - 2014 - On the Twentieth Century - 2015 - It Shoulda Been You - 2015 - Disaster! – 2016 - ブロンクス物語 A Bronx Tale – 2016 - Prince of Broadway – 2017 - トッツィー Tootsie – 2019 - ビートルジュース Beetlejuice – 2019 - ダイアナ Diana – 2021 |

### オフ・ブロードウェイ
| - Two Small Bodies - Conjuring an Event - The Vienna Notes - Mass Appeal - Passione - True West - Hunting Scenes from Lower Bavaria - Sister Mary Ignatius Explains It All for You - The Actor's Nightmare - Twelve Dreams - Poor Little Lambs - American Passion | - The Lady and the Clarinet - Hey, Ma...Kaye Ballard - After the Fall - The Marriage of Bette and Boo - ハムレット Hamlet - Principia Scriptoriae - Wenceslas Square - Italian American Reconciliation - Eleemosynary - アサシンズ Assassins - The Food Chain - Splendora - Tovah: Out of Her Mind | - The Mystery of Irma Vep - La Terrasse - コンタクト Contact - Godspell - The Syringa Tree - A Bad Friend - Valhalla - グレイ・ガーデンズGrey Gardens - Princesses - Canned Ham - The School for Lies - Lucky Guy - The Belle of Amherst |

### ツアー公演
- ドリームガールズ Dreamgirls[6]

### 映画
- ライフwithマイキー Life with Mikey - 1993
- 冬の恋人たち The Cutting Edge - 1992
- ニューヨークの亡霊 Curtain Call - 1999
- Chop Suey - 2001
- プロデューサーズ The Producers - 2005

### テレビ
- Ask Me Again - 1989
- Crazy for You - 1999
- The Man Who Came to Dinner - 2000